# Wilhelm Weber (Politiker, 1876)
Wilhelm Weber (* 4. Februar 1876 in Ober-Roden; † 5. Oktober 1959 in Offenbach am Main) war ein deutscher Politiker. Er war Landtagsabgeordneter in Hessen und von 1931 bis 1933 im Deutschen Reichstag.

## Leben und Wirken
Wilhelm Weber war der Sohn des Fabrikarbeiters Wilhelm Weber und dessen Frau Barbara, geborene Deller. Verheiratet war er mit Eva, geborene Eyßen. Weber besuchte von 1882 bis 1890 die Volksschule in Ober-Roden. Im Anschluss machte er bis 1892 eine Lehre zum Metallschleifer. Nachdem er nach seiner Lehre auf Wanderschaft gegangen war, trat er 1896 der SPD bei und kam im selben Jahr zum Militär. Nach seiner Rückkehr 1898 arbeitete er bis 1907 als Metallarbeiter. Von November 1907 bis 1920 war er Geschäftsführer des Metallarbeiterverbands in Offenbach am Main, lediglich unterbrochen durch den Ersten Weltkrieg, an dem er von 1914 bis 1917 teilnahm. Im Jahr 1914 war er Vorstandsmitglied der SPD und zugleich Vorsitzender der Verwaltungskommission der Volksfürsorge in Offenbach geworden. Während dieser Zeit war er außerdem von 1913 bis 1919 Stadtverordneter in Offenbach.
Weber leitete ab November 1918 im Arbeiter- und Soldatenrat Offenbachs den Militärrat. Gegen den Kapp-Putsch 1920 bildete er einen Aktionsausschuss, der eine Kundgebung in Offenbach mit 20.000 Teilnehmern organisierte.
Von 1920 bis 1924 war Weber angestellter Revisor des Metallarbeiterverbands für das Reichsgebiet und danach bis 1933 Gewerkschaftssekretär des Allgemeinen Deutschen Gewerkschaftsbundes und Vorsitzender des Gewerkschaftskartells in Offenbach. Auch während dieser Zeit war er von 1926 bis 1930 erneut Stadtverordneter in Offenbach und von 1927 bis 1933 Vorsitzender des SPD-Landesvorstands in Hessen. 1924 bis zu seiner Wahl in den Reichstag 1931 gehörte er dem Landtag des Volksstaates Hessen an. Nachfolger im Landtag wurde August Lorenz. Vom 2. Januar 1931 bis zum 22. Juni 1933 war er für den Wahlkreis 33 (Hessen-Darmstadt) Abgeordneter im Deutschen Reichstag.
Im Mai 1933 wurde Weber in Schutzhaft genommen und ins KZ Osthofen gebracht. Nach der Entlassung war er für sieben Jahre arbeitslos. Erst 1941 fand er wieder Arbeit als Registrator im Bankhaus Friedrich Hengst & Co. Im zivilen Widerstandsnetz, das sein Freund Wilhelm Leuschner insgeheim knüpfte, gehörte Weber zu dem Personenkreis, der nach einem Erfolg des militärischen Widerstandes für den Aufbau demokratischer Strukturen Offenbach und Hessen vorgesehen war. Im Rahmen der Aktion Gitter wurde er erneut verhaftet und von September bis Oktober 1944 im KZ Dachau gefangen gehalten.
Nach Ende des Nationalsozialismus war er am Wiederaufbau der Gewerkschaften in Offenbach und in Hessen beteiligt. Von 1945 bis 1949 war er Vorsitzender der Gewerkschaft des Metallgewerbes in Offenbach sowie des Gewerkschaftsbundes im Landkreis Offenbach. Mit der Gründung des DGB auf Bundesebene wurde er 1949 Vorsitzender im DGB-Kreisausschuss in Offenbach und hatte diese Funktion bis 1952 inne.
Wilhelm Weber verstarb am 5. Oktober 1959 nach einem Schlaganfall. An seinem Grab würdigte der damalige Oberbürgermeister Georg Dietrich sein Leben. Er sei ganz in Arbeit erfüllt gewesen. Nimmermüde habe Weber den Kampf für alle geführt, die auf der Schattenseite des Lebens stehen.

## Würdigungen
- In Offenbach am Main wurde ein Platz nach ihm benannt (⊙).